# Teoria nieorganiczna powstawania ropy naftowej
Teoria nieorganiczna powstawania ropy naftowej – teoria, która rozwinęła się w związku z rozszerzaniem i upowszechnianiem się w XVIII wieku wiadomości o wszechświecie. Teorie nieorganicznego pochodzenia opierają się najczęściej na wielokrotnych próbach otrzymania z substancji nieorganicznych w warunkach laboratoryjnych węglowodorów takich jak metan, etan, acetylen, benzen.
Nie przedstawiono żadnego dowodu, że te procesy zachodzą w przyrodzie. Równocześnie wzrasta liczba dowodów na korzyść organicznego pochodzenia ropy naftowej.
Teorie nieorganicznej genezy ropy mają obecnie mało zwolenników z szeregu uzasadnionych powodów:
- Jednym z powodów jest optyczna własność ropy naftowej, a mianowicie zdolność do skręcania płaszczyzny polaryzacji spolaryzowanego promienia światła, szczególnie dla pośrednich frakcji ropy wrzących w temperaturze 394,15-422,15 K (121-149 °C). Zjawisko to ogranicza się niemal całkowicie do substancji organicznych i obserwowane jest tylko w warunkach przewagi elementów biologicznych.
- Innym poważnym argumentem przeciw nieorganicznej genezie jest wykrycie we wszystkich ropach naftowych kilku szeregów homologicznych związków węglowodorowych, zawierających duże ilości pojedynczych członów. Wszystkie znane związki tego typu mają pochodzenie organiczne i wątpliwe jest, by mogły tworzyć się z substancji nieorganicznych.
- Brak związku ropy naftowej z wulkanami lub produktami działalności wulkanicznej, pomijając rzadkie nietypowe przypadki, jest przyczyną wątpliwości, czy istnieje związek między działalnością wulkaniczną a powstawaniem ropy naftowej. Udowodniono, że obszary, gdzie obserwuje się związek ropy i gazów ze skałami efuzywnymi, gorącymi źródłami lub innymi przejawami wulkanizmu, są podścielone skałami osadowymi. Jednak nie ma żadnych danych o występowaniu ropy naftowej na obszarach, gdzie podściełające skały są pochodzenia magmowego. Większość złóż węglowodorów związanych ze skałami wulkanicznymi można wyjaśnić bardzo prawdopodobną emanacją węglowodorów z podścielających skał osadowych, a nie genetycznym związkiem z materiałami eruptywnymi.

Jednak nie należy lekceważyć pewnej zalety teorii nieorganicznego powstawania ropy naftowej, a mianowicie możliwości wyjaśnienia pewnej zawartości wodoru w ropie. Zazwyczaj morskie substancje organiczne zawierają mniej więcej 7–10% wodoru, a tymczasem ropa naftowa zawiera 11–15% wodoru. Jednym z zadań teorii organicznego pochodzenia jest wykazanie źródła wodoru niezbędnego dla wypełnienia tej luki. Wolnego wodoru nie spotyka się zwykle w skałach osadowych, być może, dlatego że wodór jest najlżejszy ze wszystkich gazów, a także najbardziej ruchliwy. Może on przenikać przez skały nieprzepuszczalne dla innych gazów i w ten sposób ulatniać się. Oprócz tego jest on jednym z najaktywniejszych pierwiastków. Jednak wolny wodór wydziela się w znacznych objętościach z wulkanów i stwierdzony jest w gazach fumaroli. Powstanie wodoru wulkanicznego można wyjaśnić ewentualną redukcją wody magnetytem (który utlenia się do hematytu) z przegrzanej pary wodnej:
2Fe3O4 + H2O → 3Fe2O3 + H2
Otrzymany w ten sposób wodór przechodzi przez skały skorupy ziemskiej, styka się przy tym z substancjami organicznymi w subkapilarnych porach łupków i w kapilarnych porach piaskowców. Wodór może połączyć się z tymi substancjami, tworząc węglowodory. Możliwe, że hydrogenizacja organicznych substancji ropy naftowej odbywa się w przyrodzie za pomocą wodoru wydzielonego z substancji nieorganicznych. Jednak według wszelkiego prawdopodobieństwa wodór ten jest produktem działalności bakterii.
Gdyby ropa naftowa była pochodzenia kosmicznego, można by oczekiwać, że rozprzestrzeniłaby się ona w Ziemi bardziej równomiernie, niż to obserwujemy obecnie, w większych ilościach i w starszych utworach. Ropa naftowa pochodzenia kosmicznego byłaby niezależna od wieku skały, a rozprzestrzeniałaby się równomiernie w strefach o większej przepuszczalności. Jednak serie skalne prekambru, kambru, triasu i plejstocenu są ubogie w węglowodory, chociaż wszystkie one składają się z dużej ilości skał porowatych i przepuszczalnych.